# František Antonín z Lambergu
František Antonín Jakub Jeroným kníže z Lambergu (německy Franz Anton Jakob Hieronymus Fürst von Lamberg; 30. září 1678 Steyr – 23. srpna 1759 Vídeň) byl rakouský šlechtic, od roku 1712 kníže. Za dynastických válek počátkem 18. století dosáhl v armádě hodnosti generála, později zastával vysoké funkce u císařského dvora. V roce 1744 získal Řád zlatého rouna. Patřila mu rozsáhlá panství v rakouských zemích, byl také majitelem statků v jihozápadních Čechách s hradem Rabí.

## Životopis

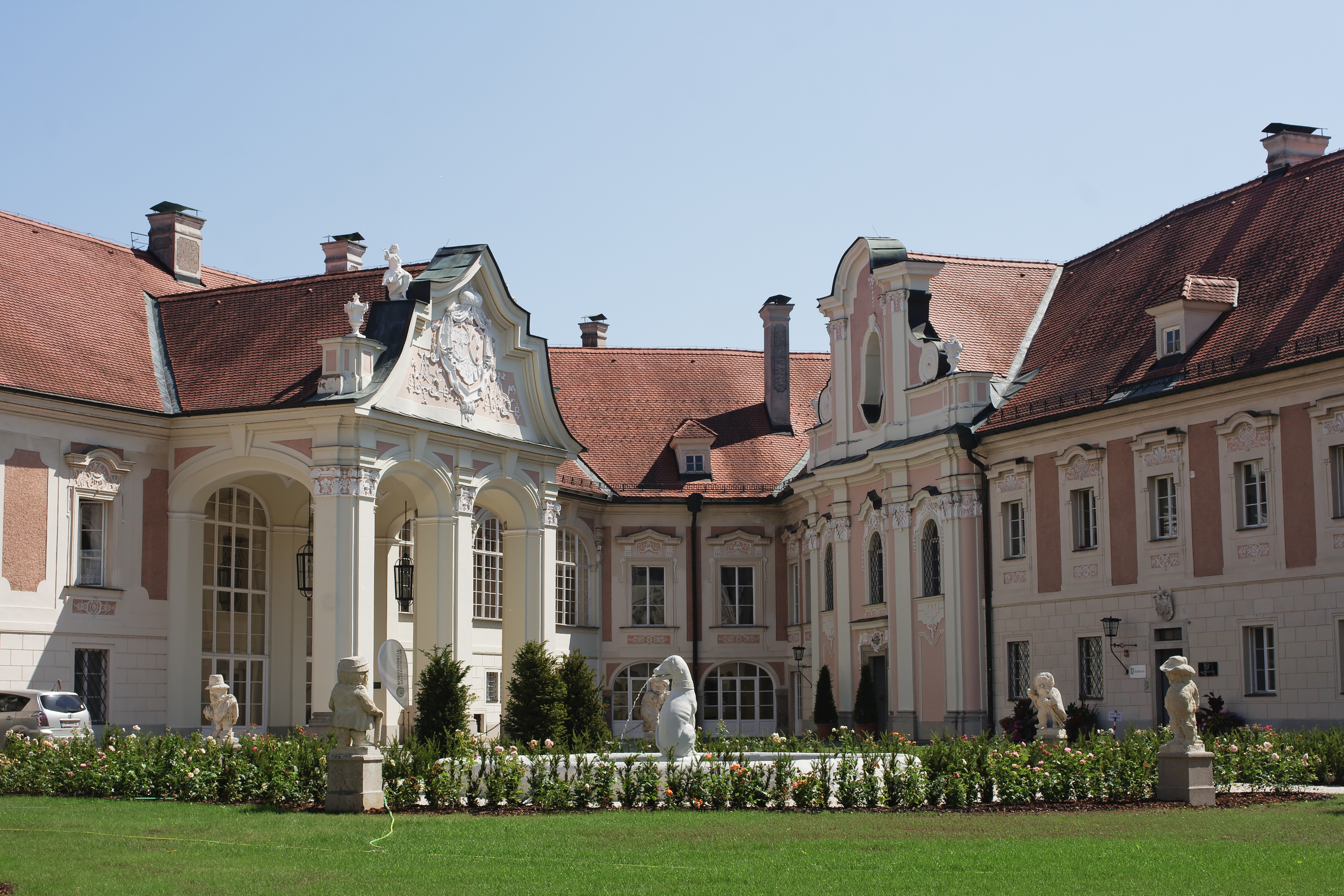
Zámek Lamberg ve Steyru, hlavní rodové sídlo v Horním Rakousku

Pocházel ze starého šlechtického rodu Lambergů, byl synem hornorakouského zemského hejtmana Františka Josefa z Lambergu (1637–1712) a jeho manželky Anny Marie z Trauttmansdorffové (1642–1727). Původně byl předurčen k církevní dráze a spolu s mladším bratrem Josefem Dominikem studoval v Římě. Již v roce 1695 se stal kanovníkem v Pasově u svého strýce Jana Filipa z Lambergu. Na církevní kariéru ale rezignoval v roce 1698 a poté absolvoval kavalírskou cestu po Itálii. Následně vstoupil do armády a zúčastnil se války o španělské dědictví, později v bojích proti Turkům dosáhl hodnosti generálního polního vachtmistra, respektive generálmajora (1716). Aktivní vojenskou službu opustil v roce 1725. Mezitím se stal císařským komořím a později tajným radou. Po roce 1740 zastával funkci nejvyššího štolby ovdovělé císařovny Alžběty Kristýny a v roce 1744 obdržel Řád zlatého rouna. Mimoto byl držitelem několika čestných dědičných hodností, byl dědičným nejvyšším komořím a nejvyšším lovčím v Rakousku, dědičným nejvyšším štolbou v Kraňsku, dědičným číšníkem[zdroj?] salcburské arcidiecéze a maršálkem pasovského biskupství.
Po starším bratrovi Leopoldu Matyášovi (1667–1711) zdědil rodový majorát Steyr v Rakousku, po strýci Janu Filipovi (1651–1712) pak převzal fideikomisní panství v Čechách (Rabí, Žihobce, Žichovice). Titul knížete zdědil po otci v roce 1712. Součástí dědictví po bratru Leopoldu Matyášovi bylo také říšské území Leuchtenberg spojené s lantkraběcím titulem, které bylo za války o španělské dědictví zabaveno Wittelsbachům. Rastattským mírem byl Leuchtenberg vrácen zpět k Bavorsku (1714).
František Antonín byl dvakrát ženatý, poprvé se oženil v roce 1713 ve vídeňské katedrále sv. Štěpána s princeznou Luisou Ernestinou z Hohenzollern-Hechingenu (1690–1720), dcerou císařského polního maršála knížete Bedřicha Viléma Hohenzollern-Hechingena. Po ovdovění se jeho druhou manželkou stala v roce 1721 hraběnka Marie Aloisie z Harrachu (1702–1775), dcera neapolského místokrále hraběte Aloise Tomáše Harracha. Marie Aloisie se později stala dámou Řádu hvězdového kříže a palácovou dámou. Z obou manželství pocházelo devět dětí, celkem pět synů zemřelo v dětském věku. Dědicem rodového majetku a knížecího titulu se stal nejmladší syn Jan Nepomuk (1737–1797). Jím tato linie Lambergů vymřela a dědictví pak přešlo na bavorskou rodovou větev.
Kníže František Antonín Lamberg zemřel ve Vídni v roce 1759 ve věku 80 let a byl pohřben v augustiniánském kostele.